# Avvittring
Avvittring kan också avse att redovisa och avskilja makes eller arvingars andel i oskiftat bo

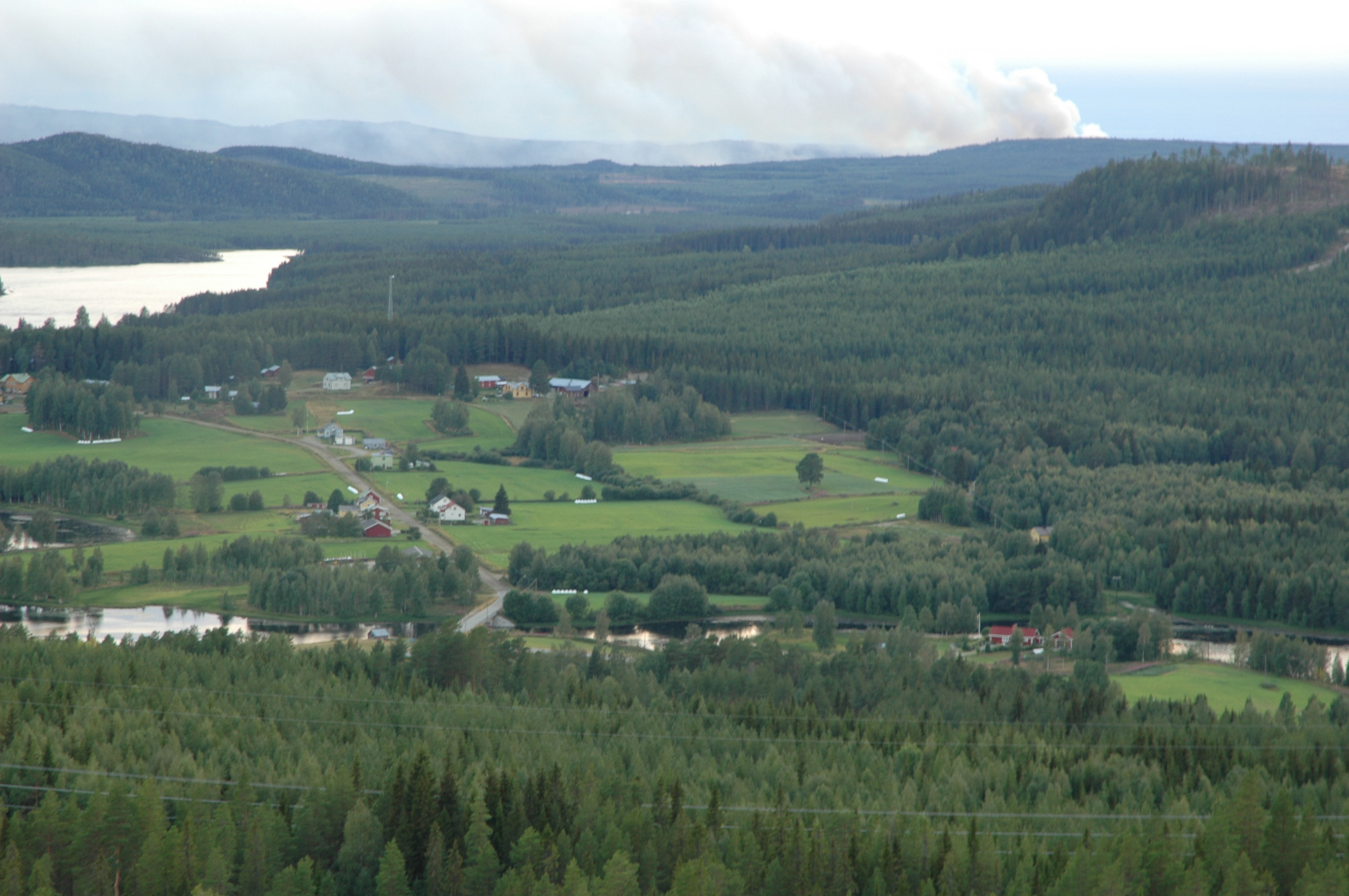
Jordbrukarna i Norrland utnyttjade förutom sina inägor också vidsträckta utmarker. Genom avvittringen erhöll hemmansägarna äganderätt till delar av dessa utmarker medan övrig mark tillföll kronan. Bilden visar Vängel i nordligaste Ångermanland.

Avvittring var den process genom vilken enskildas mark skildes från statens i Norrland och Finland. Avvittringen inleddes i slutet av 1680-talet med syftet att göra skog tillgänglig för bergsbrukets behov. Detta skedde framför allt i Hälsingland och Gästrikland men i viss utsträckning även i Medelpad, Ångermanland och Västerbotten. Från och med 1700-talets första hälft kom flera nya förordningar genom vilka avvittringen inriktades mot att skapa förutsättningar för nybyggen och en ökad jordbruksproduktion. Med denna inriktning fortsatte avvittringen genom hela Norrland samt i Finland under andra halvan av 1700-talet men framför allt första halvan av 1800-talet. I lappmarkerna genomfördes avvittringen 1873–1925 enligt en stadga som främst syftade till att ekonomiskt stötta befintliga hemmansägare. Delar av skogstilldelningen i lappmarkerna avsattes som allmänningar för att skogsbolagen inte skulle kunna köpa upp marken. På den mark som tillföll staten upprättades kronoparker. 
Avvittringen innebar att norrländska hemman tilldelades avsevärda skogsområden med äganderätt. Hur stor yta som tillkom varje hemman varierade mellan olika län och tidpunkter beroende på vilken stadga som tillämpades. Vid avvittringen i Jämtland och Härjedalen i början av 1800-talet protesterade de renskötande samerna eftersom deras intressen inte tillgodosågs. De vann visst gehör, vilket ledde till att skattefjällens gränser definierades och att staten köpte in en del hemman för renskötselns behov. När avvittringen senare genomfördes i lappmarkerna infördes odlingsgränsen ovanför vilken marken skulle reserveras för renskötselns behov, något som dock inte skedde i praktiken. Som en konsekvens av avvittringen fick renskötarna även lagfästa rättigheter att utnyttja enskilt ägd mark.

## Viktiga förordningar

### 1683 års förordning

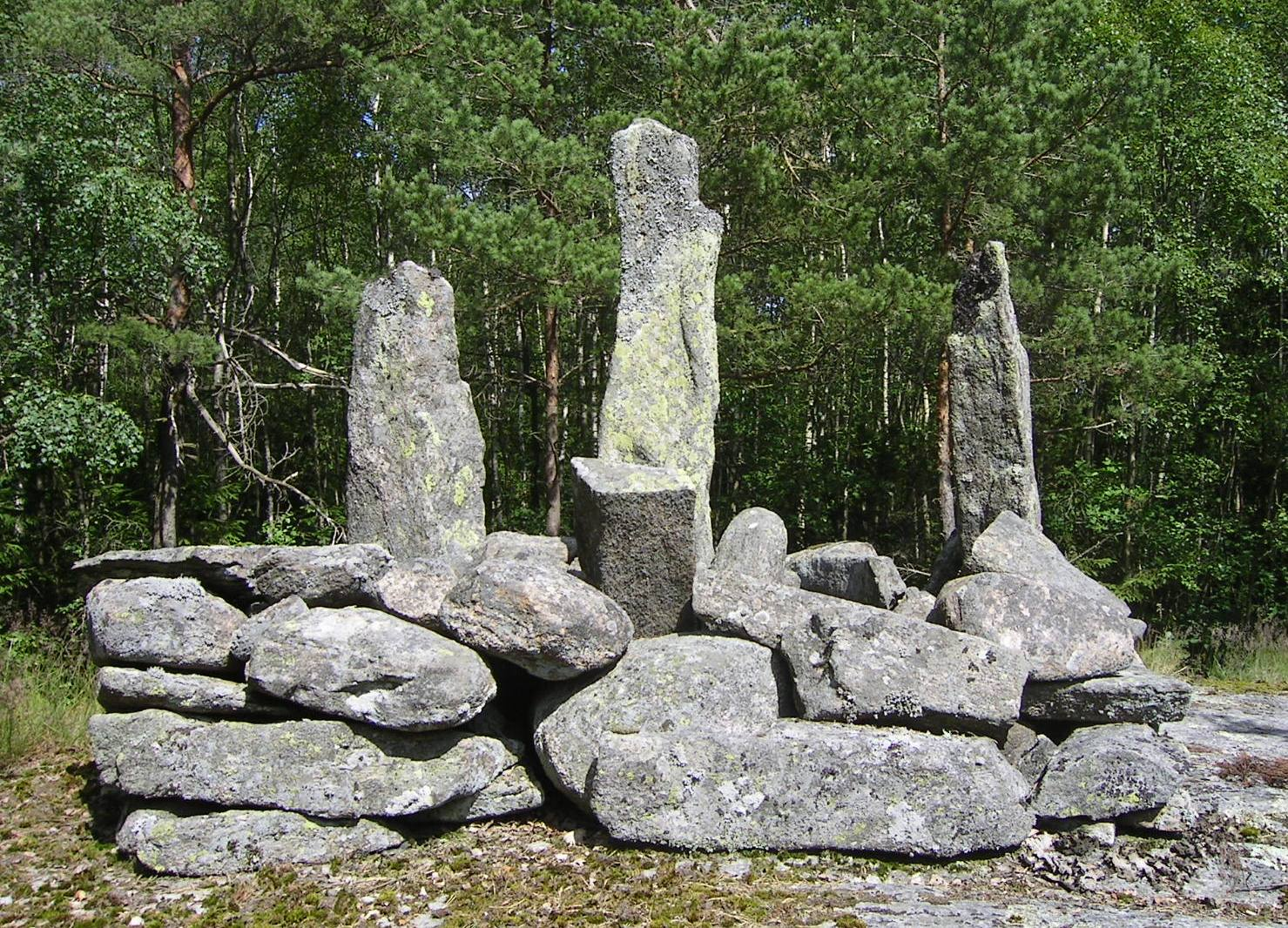
Enligt 1683 års skogsordning skulle befintliga rågångar fastställas innan övriga hemman tilldelades en skälig mängd skog.

De första avvittringarna i Sverige genomfördes med hänvisning till 1683 års skogsordning, eller ˮFörordning och påbud angående skogarne och vad därvid i akt tagas börˮ, som utfärdades av Karl XI den 19 december 1683. I denna hävdades att bönderna på många håll i landet försökte lägga beslag på stora skogsområden som de, enligt kronans uppfattning, inte hade rätt till. Detta orsakade problem för järnbruken som inte fick tag i ved och träkol inom rimligt avstånd. Eftersom bruken betraktades som en nationell angelägenhet gav kungen sina landshövdingar och kronobetjänter i uppdrag att granska och fastställa befintliga rågångar. Om rågångar saknades skulle varje fullsatt hemman tilldelas en skälig mängd skog. Resten skulle avvittras som kronans egendom, och därefter skulle kronan kunna göra skog tillgänglig för bruken som rekognitionsskog. Avvittring med hänvisning till 1683 års förordning genomfördes i Hälsingland, Gästrikland och Medelpad.
Det har hävdats att kronan i och med 1683 års skogsordning gjorde sig till ägare till all mark i norra Sverige som inte bevisligen var ägd av andra. Detta har ifrågasatts av forskare som hävdat att 1683 års skogsordning i varje fall inte hade någon rättsverkan i lappmarkerna.

### 1734 års skogsordning
Vid 1734 års riksdag antogs en ny skogsordning som ersatte den från 1683. Även denna syftade i första hand till att tillgodose bergsbrukens behov av skogsmark. Under de närmast följande åren blev emellertid jordbruket och framför allt nybyggesanläggningar allt viktigare i den svenska politiken. 1739 utfärdades en förklaring över 1734 års skogsordning, där det sägs att landshövdingarna skulle se till att de stora skogarna och ödemarkerna blev uppodlade till åker och äng. På så vis hoppades man öka befolkningen och tillgodose spannmålsbehoven genom inhemsk produktion. Den avvittring som genomfördes med hänvisning till 1734 års skogsordning kallas vanligen för det äldre avvittringsverket. Det konkreta tillvägagångssättet fastställdes efter hand i instruktioner och förändrades därför med tiden. Till att börja med var avvittringen med hänvisning till 1734 års skogsordning en ren gränsbestämning mellan enskildas mark och kronans, men under 1770-talet blev den i stället en ny form av skattläggning.

### 1820-talets avvittringsstadgor
År 1820 utfärdades en avvittringsstadga för Jämtland enligt vilken det viktigaste ändamålet med avvittringen var att indela kronomarkerna till nya hemman. Denna stadga kom att utgöra grunden för det yngre avvittringsverket, det vill säga de avvittringar som under 1800-talet genomfördes inte bara i Jämtland utan även i resten av Norrland. År 1824 fastställdes en ny avvittringsstadga för Västernorrlands, Västerbottens och Norrbottens län. Denna överensstämde till stora delar med Jämtlandsstadgan men betonade ännu tydligare kolonisationens betydelse.

### 1873 års avvittringsstadga för lappmarkerna

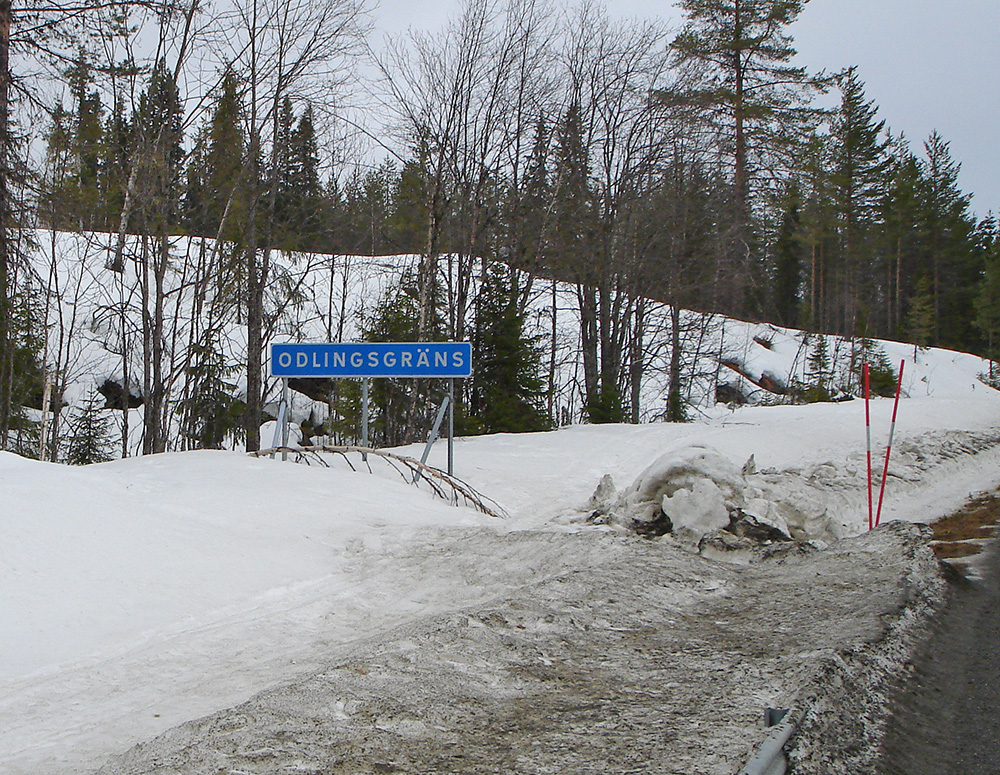
Odlingsgränsen markerad i byn Strömnäs vid sjön Malgomaj i Vilhelmina kommun.

Den 30 maj 1873 utfärdades en stadga om avvittring i Västerbottens och Norrbottens läns lappmarker. För att ekonomiskt stötta jordbruket blev skogstilldelningen relativt stor, även om en hel del avsattes som allmänningar. Eftersom det visat sig att avvittringen i Jämtlands län lett till stora svårigheter för de renskötande samerna infördes i denna stadga bestämmelser som skulle tillgodose deras intressen. En odlingsgräns skulle dras upp mellan den jordbrukande befolkningens område i öster och den renskötande befolkningens område i väster. Det slogs också fast att renskötarna hade rätt att utnyttja husbehovsvirke och renbete även på enskilt ägd skogsmark, nedanför odlingsgränsen dock endast vintertid. 1873 års avvittringsstadga innehöll också bestämmelser om inrättande av kronoparker.

## Avvittringen i olika landsdelar
Avvittringen genomfördes endast i norra Sverige och i Finland, eftersom ägandeförhållandena i södra Sverige hade fastställts redan tidigare. I Dalarna skedde avvittring i och med storskiftet.

### Hälsingland och Gästrikland

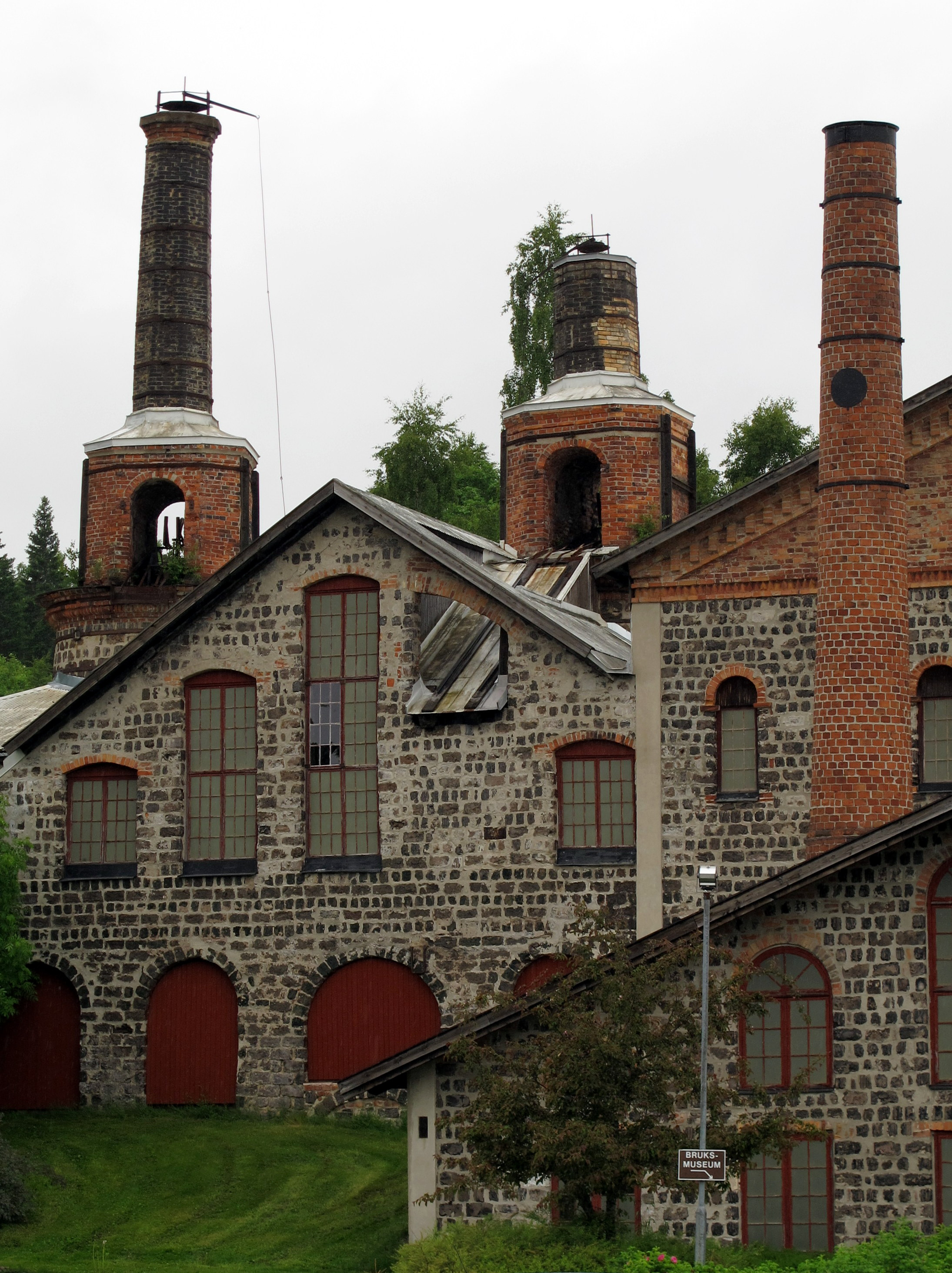
Gamla byggnader vid Iggesunds bruk.

I Hälsingland och Gästrikland skedde avvittringen i huvudsak på initiativ av bergskollegium, med hänvisning till 1683 års förordning. Först ut var Söderala socken i södra Hälsingland, där allmänningskogarna avvittrades den 12 juni 1689 varefter Ljusne och Sunnäs bruk erhöll dessa skogar som rekognitionsskog. Därefter skedde avvittring i Forsa och Njutångers socknar i norra Hälsingland vilket ledde till att Iggesunds bruk fick en skogstilldelning 1694. I Gästrikland utfördes avvittringar under åren 1695–1704 i Ockelbo, Valbo, Torsåkers, Hille, Hamrånge, Österfärnebo, Årsunda, Ovansjö och Hedesunda socknar, även nu för att säkerställa industrins skogsbehov.
Efter 1820 skedde ytterligare avvittring i Gästrikland och Hälsingland enligt samma principer som i den nya avvittringsstadgan för Jämtland. År 1832 förordnades att 1824 års stadga för Västernorrlands, Västerbottens och Norrbottens län skulle gälla även i Gävleborgs län. Avvittringen i länet avslutades 1865.

### Medelpad
I Medelpad skedde avvittringen liksom i Hälsingland och Gästrikland med hänvisning till 1683 års förordning, men här var det vanligen bönderna själva som tog initiativet och inte bergskollegium. I Medelpad handlade det således inte i första hand om att tillfredsställa industrins behov. En domstol, kallad allmänningsavvittringskommissionen eller häradssynerätten, inrättades för att pröva parternas skäl och bevis. Domen kunde överklagas till högre insats. På detta sätt verkställdes en hel del avvittringar under åren 1723–34 i framför allt Indals, Torps och Tuna socknar.
Ytterligare avvittring skedde senare i Medelpad med hänvisning till den nya avvittringsstadga för Västernorrlands, Västerbottens och Norrbottens län som fastställdes 1824. Helt avslutad var avvittringen i Medelpad 1869.

### Ångermanland
I Ångermanland hamnade bruksägarna under 1700-talet i tvist med bönderna om rätten till skogarna. Bönderna brukade nu inte endast skogarna till svedjebruk, vedtäkt, bete och andra husbehov utan inrättade i allt större utsträckning sågverk, vilket ledde till en ökande konkurrens om skogsråvarorna. Bruksägarna hänvisade till 1734 års skogsordning och begärde att avvittring skulle ske. År 1742 utfärdades en instruktion för ˮkronoskogarnes avvittring från angränsande byägor i Ångermanlandˮ. Enligt den skulle varje by tilldelas en gemensam skogstrakt som hemmansägarna antingen kunde dela upp sinsemellan eller bruka gemensamt. Varje hemman skulle ha rätt till så mycket skog som krävdes för att det skulle vara fullsuttet, det vill säga så att dess innehavare kunde betala full skatt. Även efter avvittringen skulle allmogen få använda kronoskogarna till jakt, fiske, mulbete samt viss timmer- och vedtäkt till husbehov.
År 1752 påbörjade avvittringen i Ångermanland med de socknar som gränsade till Graninge bruk. Under åren närmast därefter skedde avvittring av bruksallmänningar och angränsande marker i bland annat Multrå, Junsele, Eds, Resele, Sollefteå, Lidens, Helgums, Edsele och Säbrå socknar.
År 1762 fastställdes en mer detaljerad instruktion som tillgodosåg böndernas intressen i större utsträckning än bruksägarnas. De senare tog därför initiativ till att anlägga nybyggen vilkas innehavare erbjöds krediter och andra förmåner mot att de levererade kol och utförde körningar åt bruket. Dessa bruksnybyggen tilldelades ett skogsinnehav i samband med avvittringen på samma villkor som äldre hemman. År 1789 betraktades avvittringen i Ångermanland som avslutad. Senare skedde dock ytterligare avvittring i landskapet med hänvisning till den nya avvittringsstadga för Västernorrlands, Västerbottens och Norrbottens län som fastställdes 1824. Helt avslutad var avvittringen i Ångermanland 1869.

### Västerbotten
I landskapet Västerbotten gjordes 1759 ett försök till avvittring med inriktning på järnbrukens behov då bergskollegium befallde landshövdingen att låta avskilja Robertsfors bruks skogar från omgivande byskogar. Bönderna protesterade samfällt mot detta och menade att de var helt beroende av bete och slåtter på allmänningen, varför förrättningen inte fullföljdes. Det innebar att Robertsfors bruk måste skaffa sig sin skogsråvara på den samfällda marken, vilket ledde till protester och stämningar från böndernas sida. År 1768 befallde bergskollegium återigen landshövdingen att bryta ut hemmansskogarna, men denne menade att lämpliga föreskrifter saknades. Vid den här tidpunkten hade emellertid kronans intresse för nyodlingar vuxit fram som en väl så viktig faktor som intresset för järnbrukens råvaruförsörjning. Det blev nödvändigt att ta fram en ny avvittringsinstruktion.
År 1780 utfärdades den nya avvittringsinstruktionen för Västerbotten. I och med den förändrades avvittringen från att ha varit en ren gränsbestämning mellan enskildas mark och kronans till att bli en ny form av skattläggning. Det bestämdes att varje mantal skulle tilldelas 700–1 400 tunnland (ca 350–700 hektar), inklusive såväl skog som ut- och inägor. Arealen var beroende av markernas kvalitet. Den överskjutande arealen, överloppsmarken, kunde dock behållas av det hemman eller det byalag som tidigare förfogat över den, mot erläggande av en särskild ökeskatt samt plikt att röja en viss mängd nya ängar och odlingsmarker. Enligt instruktionen skulle avvittringen påbörjas vid gränsen mot Lappmarken och fortsätta österut mot det mer bebyggda kustlandet.
Avvittringen gick därefter framåt i rask takt i Västerbotten, särskilt i närheten av järnbruken. Ganska snart visade det sig emellertid att nybyggesintresset hade dominerat så fullständigt när instruktionen författades att den inte innehöll några bestämmelser för att tillgodose brukens behov. Även om myndigheterna försökte avhjälpa detta med kompletterande bestämmelser började bruken anlägga nybyggen för att få tillgång till skogsmark, på samma sätt som skett i Ångermanland. Senare skedde ytterligare avvittring i landskapet med hänvisning till den nya avvittringsstadga för Västernorrlands, Västerbottens och Norrbottens län som fastställdes 1824.

### Finland
I Finland genomfördes avvittring i slutet av 1700-talet i huvudsak som skattläggning. Gränsen för ett fullsuttet hemmans markinnehav sattes vid 1 200 tunnland mark, det vill säga ungefär 600 hektar.

### Jämtland och Härjedalen
I Jämtland och Härjedalen rådde särskilda förhållanden eftersom landskapen tidigare hört till Norge. I Jämtland betalade bönderna av gammal hävd avrad till kronan för att de nyttjade allmänningarna eller avradslanden till timmer- och vedtäkt, mulbete och slåtter. När avvittringen kom igång i Ångermanland i mitten av 1700-talet aktualiserades frågan även i Jämtland, som då ingick i samma län. I Jämtland och Härjedalen var emellertid järnbruken få och det fanns inga större konflikter mellan bruksägare och bönder om skogsråvaran. En enda avvittring hade skett här med hänvisning till 1683 års förordning, nämligen i Tännäs socken där Ljusnedals bruk tilldelats skog på 1690-talet. När saken ånyo blev aktuell i mitten av 1700-talet var kronans drivkraft i stället att tillgängliggöra böndernas avradsland för nybyggen. Kungl. Maj:t beslöt 1752 att alla avradsland och övriga allmänningar skulle utredas, varefter byarna skulle tilldelas skog i proportion till den skatt som de betalade, medan resten skulle tillfalla kronan.
Avvittringen i Jämtland inleddes 1755 i Ragunda socken, i huvudsak på samma sätt som i Ångermanland. År 1770 utfärdades en särskild instruktion för avvittringen i Jämtland. I början fick helskattehemman i Jämtland mycket stora skogstilldelningar, ofta 3 000–5 000 tunnland (ungefär 1 500–2 500 hektar). Detta ifrågasattes efter att avvittringsinstruktionen för Västerbotten utfärdats 1780, eftersom ett mantal där berättigade till betydligt mindre arealer trots att klimatet var sämre. Därför utfärdades en helt ny avvittringsinstruktion för Jämtland 1780, i huvudsak baserad på den som gällde för Västerbotten där ett hemman om ett mantal tilldelades 700–1 400 tunnland (ca 350–700 hektar). Om ett hemman med lagliga råmärken var större avskildes den överskjutande arealen, vilket givetvis ledde till protester från allmogen. Efter långdragna diskussioner och en mängd olika utlåtanden från olika instanser inställdes avvittringen i Jämtland 1786 av Gustaf III.
År 1820 utfärdades en ny stadga för avvittringsverket i Jämtland. Arealen per mantal fastställdes nu till 500–3 000 tunnland (ca 250–1 500 hektar), utom i fjälltrakterna där maxgränsen sattes till 4 500 tunnland (ca 2 250 hektar). Hemman och byar som tidigare genomgått avvittring skulle inte omprövas. Samma stadga infördes några år senare i Härjedalen. Arbetet med avvittringen fortsattes därefter med sådan fart att 24 socknar var färdiga i mitten av 1828. År 1840 var avvittringen i Jämtland och Härjedalen i stort sett genomförd, men till följd av en del rättsprocesser och slutjusteringar avslutades arbetet inte definitivt förrän 1871.

#### Följder för samerna

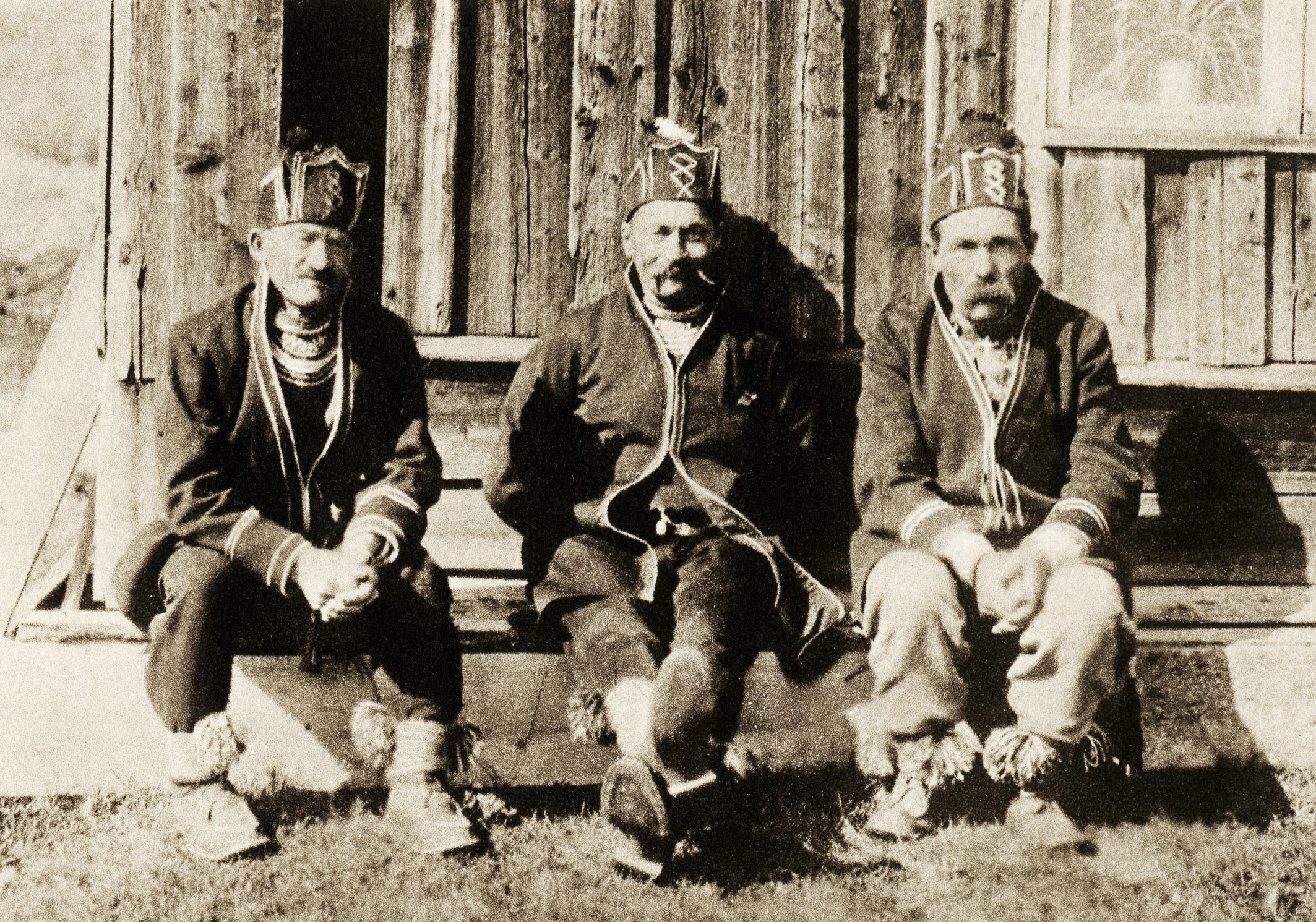
Jämtlandssamer fotograferade av Svenska turistföreningen.

I avvittringsstadgorna för Jämtland och Härjedalen fanns inga särskilda bestämmelser för att tillgodose de renskötande samernas intressen. Dittills hade de förfogat över stora områden, skattefjäll, för vilka de betalat skatt till kronan, men i och med avvittringen blev merparten av socknarna indelade i hemman där renarna inte utan vidare var välkomna. De marker som tillfallit kronan, överloppsmarkerna, var alldeles för små för att renskötarna skulle kunna försörja sig där. Därför sände Jämtlandssamerna en skrivelse till Kungl. Maj:t i början av 1830-talet och begärde att de skulle få fortsätta att bruka samma marker som förr mot erläggande av skälig avrad. Något beslut om detta fattades emellertid inte och den redan genomförda avvittringen låg fast. Dock utfärdade Kungl. Maj:t den 20 april 1841 föreskrifter om att skattefjällens gränser skulle stakas ut samt att inga ytterligare nybyggen skulle tillåtas inom fjälltrakterna förrän detta skett. Därmed tog kronan ett steg tillbaka när det gällde gynnandet av jordbrukets utbredning. I och med den första rennäringslagen 1886 fick de renskötande samerna också lagfäst rätt till vinterbeten på enskildas marker utanför skattefjällen. Dessutom köpte kronan in en del hemman i Jämtlands län och upplät dem 1891 för renskötsel.

### Lappland
1824 års avvittringsstadga hade i princip gällt för hela Västerbottens och Norrbottens län, men den hade aldrig tillämpats inom lappmarkerna. Innan avvittringen hann påbörjas där kom insikten om att särskilda bestämmelser krävdes för att skydda de renskötande samerna så att de inte skulle drabbas av samma komplikationer som i Jämtland.
Den första lappmark som blev aktuell för avvittring var Lule lappmark, den lappmark där bergsindustrin var mest omfattande. Den 13 december 1850 utfärdades en kunglig stadga för avvittring och skattläggning i Lule lappmark. Avsikten var dels att fastställa de yttre gränserna för denna lappmark (omfattande Gällivare och Jokkmokks socknar), dels att fastställa vilka delar som skulle reserveras för renskötselns behov och tills vidare hållas fria från nybyggen, dels att bryta ut befintliga byars, hemmans och kronotorps områden. För varje mantal skulle tilldelas 1 000–4 000 tunnland (ca 500–2 000  hektar) med undantag av impediment, det vill säga sjöar, berg, sandhedar och stenbunden mark som varken kunde ge gagnvirke eller fungera som betesmarker. Avvittringen inleddes i Lule lappmark men avbröts redan 1854 av ekonomiska skäl. År 1860 begärde sedan landshövding Per Henrik Widmark att 1850 års stadga skulle inhiberas. Skogsindustrin hade blivit en viktig intressent när det gällde att utnyttja lappmarksskogarna, och 1850 års stadga gjorde det möjligt att uppta nya hemman bara för att få skogstilldelning, utan att utföra några nyodlingar.

#### 1873 års stadga
Den 30 maj 1873 utfärdades en ny och slutgiltig stadga om avvittring i Västerbottens och Norrbottens läns lappmarker. Den innehöll bestämmelser om två slags avvittring. Först skulle alla befintliga hemman och nybyggen brytas ut genom allmän avvittring. Därefter skulle senare upplåtna nybyggen brytas ut genom särskild avvittring eller efteravvittring. Varje hemman och nybygge skulle tilldelas mellan 5 000 och 20 000 kvadratrev (440–1 700 hektar) per mantal, beroende på skogens och betets kvalitet. Stadgan innehöll också bestämmelser om inrättande av kronoparker.
Vid avvittringen i lappmarkerna tilldelades hemmanen i medeltal 1 500–1 600 hektar per mantal. Till detta kom impediment, vilket innebar att det totala markinnehavet blev omkring 4 000 hektar per mantal. I efterhand visade det sig att mycket av det som betraktats som impediment var produktiv skogsmark, varför det har beräknats att det verkliga skogsanslaget per mantal blev 2 400 hektar i medeltal. Avsikten med de stora skogstilldelningarna var att ekonomiskt stötta lappmarkernas jordbrukare.

#### Allmänningar avsätts
Åtskilliga nyavvittrade hemman köptes in av skogsbolag. För att motverka den utvecklingen väcktes 1875 ett förslag om att mellan en fjärdedel och hälften av skogsanslaget skulle kunna avsättas som skogsallmänningar om sockenmännen så beslutade. Förslaget vann gillande framför allt i Norrbottens län, där allmänningar avsattes i samtliga lappmarkssocknar från och med 1876. I Västerbottens län var intresset svalare, men allmänningar avsattes i alla fall i Stensele och Sorsele socknar i Västerbottens län. Bestämmelserna skärptes emellertid och från och med 1909 blev det obligatoriskt att avsätta större delen av skogsanslaget till allmänningar. Varje hemman eller nybygge fick hädanefter enskilt disponera skog till husbehov, vilket innebar högst 550 hektar medelgod skogsmark nedanför odlingsgränsen respektive 800 hektar ovanför, medan resten avsattes till allmänningar för gemensamt bruk.

#### Renskötselns intressen
Under arbetet med den nya avvittringsstadgan diskuterades hur renskötarnas intressen skulle tillvaratas. År 1867 fattade Kungl. Maj:t beslut om att lappmarkerna skulle delas i två delar genom en gräns dragen från söder mot norr, varav den västra så långt som möjligt skulle hållas fri från nybyggen och i stället utnyttjas som renbetesland. Det blev den så kallade odlingsgränsen. Gränsens dragning fastställdes dock först i samband med avvittringen i varje socken och var därför inte klar förrän i början av 1890-talet. Genom 1873 års avvittringsstadga tillförsäkrades de renskötande samerna rätten att utnyttja husbehovsvirke och renbete på enskilt ägd skogsmark, nedanför odlingsgränsen dock endast vintertid.
I Norrbottens län hade avvittringen genomförts utan beaktande av odlingsgränsen, men i Västerbottens län fanns efter gränsens fastställande 131 oavvittrade hemman och lägenheter ovanför gränsen. Den 18 november 1892 kom en kunglig förordning om att de hemman och lägenheter ovan odlingsgränsen vars anläggning beviljats före 1867 också skulle tilldelas mark genom avvittring. Skiftena skulle dock läggas så att de inte låg i vägen för de renskötande samernas flyttningar.

#### Ströängarna

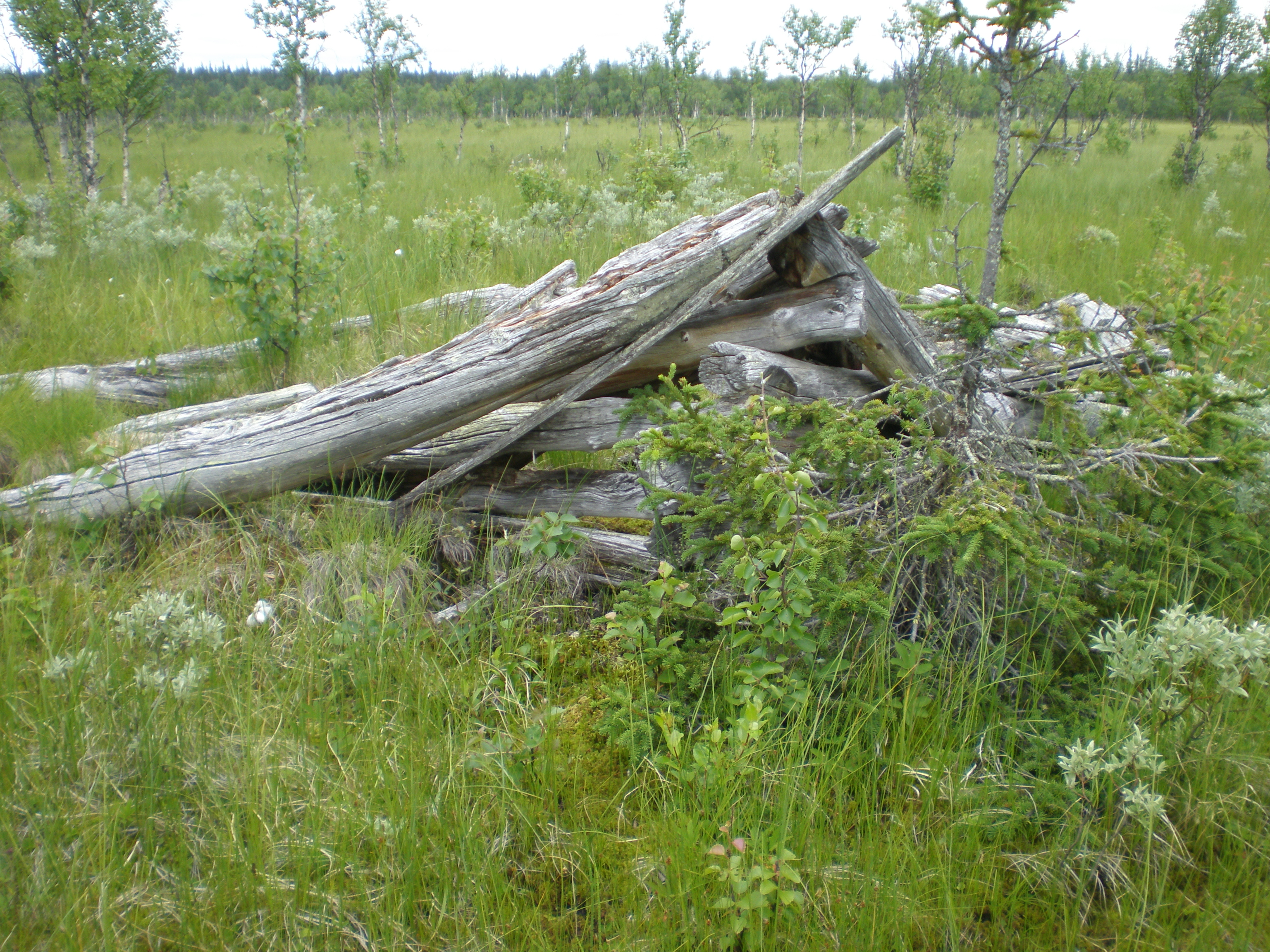
Vinterfoder till djuren togs i lappmarkerna från myrar och andra naturliga slåttermarker. De kunde vara belägna mycket långt från gården. Här ses rester av en lada på en före detta slåttermyr.

År 1925 var den egentliga avvittringen i lappmarkerna avslutad, men en fråga var fortfarande olöst. Det var den om de så kallade ströängarna, det vill säga myrar belägna långt från bostaden där naturhö bärgades till vinterfoder åt djuren. Enligt 1873 års avvittringsstadga skulle varje hemmans ägor samlas i så stor utsträckning som möjligt, vilket innebar att ströängarna måste lämnas utanför. En utredning visade emellertid att ströängarnas avkastning var mycket viktig för hemmansägarna i lappmarken. Därför fick hemmanen tills vidare behålla sina ströängar, men i 1916 års riksdag fattades ett beslut om tilläggsavvittring genom vilken ströängarna skulle avstås till kronan. Formerna för detta fastställdes i lag (1921:378) om ströängars indragande till kronan. Tilläggsavvittringen inleddes 1922 och ledde till stort missnöje hos ortsbefolkningen. Tilläggsavvittringen och ströängsindragningen avslutades år 1933.

## Kritik mot avvittringen
Framför allt i lappmarkerna har kritik riktats mot avvittringen. Det påtalas exempelvis att lantmätarna inte beaktade befintliga gränser för lappskatteland. Även indragningen av ströängarna, som fick följder även för vissa jakt- och fiskerättigheter, är fortsatt kontroversiell.